# Ancelle francescane riparatrici di Gesù Sacramentato
Le Ancelle Francescane Riparatrici di Gesù Sacramentato (in portoghese Servas Franciscanas Reparadoras de Jesus Sacramentado; sigla S.F.R.J.S.) sono un istituto religioso femminile di diritto pontificio.

## Storia
La congregazione fu fondata il 24 marzo 1940 a Pereira, presso Mirandela, da Maria Elisa Feyo con l'appoggio di Abílio Augusto Vaz das Neves, vescovo di Braganza.
L'istituto è aggregato all'ordine dei frati minori dal 9 agosto 1948; ottenne l'approvazione diocesana il 15 agosto 1950 e il 23 marzo 1965 la Santa Sede ratificò l'avvenuta l'erezione.

## Attività e diffusione
Le suore si dedicano all'adorazione eucaristica, alla confezione di ostie e vino per la messa, all'istruzione della gioventù, alla cura dei malati, alle missioni.
Oltre che in Portogallo, sono presenti in Angola, Brasile e Mozambico; la sede generalizia è a Braganza.
Alla fine del 2015 l'istituto contava 166 religiose in 33 case.